# Dennis Kuipers
Dennis Kuipers (Almelo, 23 novembre 1985) è un pilota di rally olandese.

## Carriera
Dennis è il figlio dell'uomo d'affari René, Kuipers debutta nei rally nel 2007. Debutta nel Campionato del mondo rally al Rally di Germania del 2008 chiudendo 18º assoluto con la Ford Focus WRC. Ha anche partecipato al Rally del Portogallo e al Rally di Gran Bretagna del 2009 chiudendo rispettivamente con un ritiro e con un 16º posto, nel 2010 il pilota olandese, dopo aver disputato il Rally di Svezia con la Focus, corre con la Ford Fiesta S2000 con un 9º posto al Rally di Turchia conquistando i suoi primi punti iridati.
Nel 2011 Kuipers corre per il Ferm Power Tools World Rally Team.

## Risultati nel Campionato del mondo Rally
| 2008 | Scuderia | Vettura           |  |  |  |  |  |  |  |  |  |    |  |  |  |  |  |  | Punti | Pos. |
| ---- | -------- | ----------------- |  |  |  |  |  |  |  |  |  | -- |  |  |  |  |  |  | ----- | ---- |
| 2008 |          | Ford Focus RS WRC |  |  |  |  |  |  |  |  |  | 18 |  |  |  |  |  |  | 0     |      |

| 2009 | Scuderia      | Vettura           |  |  |  |     |  |  |  |  |  |  |  |    |  |  |  |  | Punti | Pos. |
| ---- | ------------- | ----------------- |  |  |  | --- |  |  |  |  |  |  |  | -- |  |  |  |  | ----- | ---- |
| 2009 | Ipatec Racing | Ford Focus RS WRC |  |  |  | Rit |  |  |  |  |  |  |  | 16 |  |  |  |  | 0     |      |

| 2010 | Scuderia                | Vettura                               |    |  |  |   |  |    |    |     |    |  |    |    |    |  |  |  | Punti | Pos. |
| ---- | ----------------------- | ------------------------------------- | -- |  |  | - |  | -- | -- | --- | -- |  | -- | -- | -- |  |  |  | ----- | ---- |
| 2010 | Ipatec Racing e M-Sport | Ford Focus RS WRC e Ford Fiesta S2000 | 37 |  |  | 9 |  | 19 | 13 | Rit | 24 |  | 17 | 11 | 16 |  |  |  | 2     | 19º  |

| 2011 | Scuderia        | Vettura            |    |     |    |   |     |  |    |    |    |  |   |   |   |  |  |  | Punti | Pos. |
| ---- | --------------- | ------------------ | -- | --- | -- | - | --- |  | -- | -- | -- |  | - | - | - |  |  |  | ----- | ---- |
| 2011 | Ferm Powertools | Ford Fiesta RS WRC | 13 | Rit | 10 | 9 | Rit |  | 10 | 11 | 10 |  | 5 | 9 | 8 |  |  |  | 21    | 12º  |

| 2012 | Scuderia | Vettura            |  |  |  |   |  |  |  |  |  |  |  |  |  |  |  |  | Punti | Pos. |
| ---- | -------- | ------------------ |  |  |  | - |  |  |  |  |  |  |  |  |  |  |  |  | ----- | ---- |
| 2012 | M-Sport  | Ford Fiesta RS WRC |  |  |  | 6 |  |  |  |  |  |  |  |  |  |  |  |  | 8     | 17º  |

| 2013 | Scuderia | Vettura            |  |  |  |     |  |  |  |  |  |  |  |  |  |  |  |  | Punti | Pos. |
| ---- | -------- | ------------------ |  |  |  | --- |  |  |  |  |  |  |  |  |  |  |  |  | ----- | ---- |
| 2013 | PX60 AVO | Ford Fiesta RS WRC |  |  |  | Rit |  |  |  |  |  |  |  |  |  |  |  |  | 0     |      |

| 2014 | Scuderia | Vettura            |  |  |  |  |  |  |  |  |   |  |    |  |  |  |  |  | Punti | Pos. |
| ---- | -------- | ------------------ |  |  |  |  |  |  |  |  | - |  | -- |  |  |  |  |  | ----- | ---- |
| 2014 | M-Sport  | Ford Fiesta RS WRC |  |  |  |  |  |  |  |  | 8 |  | 11 |  |  |  |  |  | 4     | 20º  |

| Legenda | 1º posto | 2º posto | 3º posto | A punti | Senza punti | Ritirato | Squalificato | NP=Non partito C=Gara cancellata | Apice=Power stage |